# كولوميا
كولومييا، المعروف سابقا باسم Kolomea (الأوكرانية: Коломия، بالحروف اللاتينية: Kolomyja، البولندية: Kołomyja، الروسية: Коломые، الألمانية: Kolomea، الرومانية: Colomeea، اليديشية: קאָלאָמיי) هي مدينة تقع على نهر بروت في ايفانو فرانكیفسك أوبلاست (مقاطعة) في غرب أوكرانيا، تم دمجها إداريًا كمدينة ذات أهمية منطقة وتعمل كمركز إداري لمنطقة Kolomyia Raion المحيطة، والتي لا تعد جزءًا منها إداريًا تقع المدينة في منتصف الطريق تقريبًا بين إيفانو فرانكيفسك وتشرنيفتسي ، في وسط منطقة بوكوتيا التاريخية، والتي تشترك معها في الكثير من تاريخها. يبلغ عدد السكان 61.265 (تقديرات عام 2020).